# Домен (бази даних)
Домен — обмежена підмножина значень певного типу.
Домен даних (або також домен значення) - термін, який використовується в теорії баз даних для позначення набору всіх значень, які може приймати певний атрибут даних. Область значень може бути визначена шляхом перерахування значень. 
Наприклад, таблиця бази даних, що містить інформацію про людей, може мати колонку «стать». Ця колонка може бути декларована як колонка символьного типу даних, і може мати одне з двох значень: «Ч» для чоловіків і «Ж» для жінок, а також можливо NULL (або «Х») для випадків коли стать невідома. Таким чином доменом для цієї колонки буде: «Ч», «Ж».
У нормалізованій моделі даних область значень зазвичай вказується у довідковій таблиці. У попередньому прикладі довідкова таблиця за гендерними ознаками містила б рівно три записи, по одному для кожного дозволеного значення (крім NULL). Довідкові таблиці пов'язані з іншими таблицями за допомогою зовнішніх ключів.
Більш складні обмеження значення домену можуть бути реалізовані, використовуючи обмеження перевірки або тригери. Наприклад, стовпець, що вимагає додатних чисел, має обмеження, яке вимагає значень, більших за нуль.